# انمرکار
اِنمرکار فرمانروای سومری باستان بود که ساخت اوروک و پادشاهی ۴۲۰ ساله به او نسبت داده می‌شود. بنا به منابع ادبی، او جنگ‌های زیادی را در سرزمین اَرته رهبری کرد.

## پادشاه باستانی

### پایان دوره اوروک
به نظر می‌رسد سنت انمرکار به عنوان بنیانگذار اوروک مربوط به دوره جمده نسر (۳۱۰۰–۲۹۰۰ پیش از میلاد) است که در فهرست Ad-gi 4 یافت شده‌است. فهرست افراد از انمرکار و همسرش انمرکارزی به عنوان سازندگان شهر و آغازگران کشاورزی نام می‌برد. یک نسخه دو زبانه از فهرست در نینوا پیدا شده‌است که نشان می‌دهد این سنت به هزاره اول منتقل شده‌است.
انمرکار و همسرش (انمرکازی) ،
آنان که ساخت و ساز شهرها را می‌شناسند و سنگ‌فرش‌های آجری می‌کشند.
وقتی سیل سالانه به سطح مناسب خود رسید ،
(آنها) کانال‌های آبیاری و انواع خندق‌های آبیاری را ایجاد کردند.
با وجود نسبت نژاد خدایی که شعرها به او نسبت می‌دهند، انمرکار به عنوان جانشینان خود یعنی لوگالبندا و گیلگمش خدایی نکرد. این دو پادشاه آخر پیشتر در فهرست خدایان شوروپاک فهرست شده بودند و در طول دوره سلسله سوم اور (۲۱۱۲–۲۰۰۴ پیش از میلاد) هدیه‌هایی دریافت کردند. نتیجه‌گیری این بوده که انمرکار تنها به عنوان بنیانگذار و نخستین پادشاه اوروک به یادگار مانده‌است.

### امپراتوری اکدی
در زمان زمامداری نارام‌سین اکدی، پادشاه، انمرکار را متهم کرد که تجربه خود را (بر روی چوب) ثبت و ضبط نکرده‌است، بنابراین او را مسئول شکست در جنگ و ویرانی اکد می‌داند.

## جستاری بر اَرته
جستاری بر اَرته مجموعه‌ای از چهار شعر روایی به زبان سومری است که به روش‌های گوناگون برتری انمرکار بر شهر افسانه‌ای اَرته می‌پردازد. زمینه کانونی هر چهار شعر شکست اَرته در بیابان با وسایل غیرنظامی برای جلب رضایت ایزدبانوی اینانا است. این مجموعه در دوره سوم اور (۲۱۱۲–۲۰۰۴ پیش از میلاد) گردآوری شد و در دوره ایسین لارسا (۲۰۱۷–۱۷۶۳ پیش از میلاد) در مدارسِ نوشتن اور و نیپور جای داشت. این اشعار، با هدف ستایش گذشته باشکوه اوروک، جنبشی سیاسی از سلسله سوم اور بود تا خود را به عنوان وارثان مشروع و معنوی حاکمان باستانی اوروک تثبیت کنند.

### انمرکار و ارباب اَرته
انمرکار، پادشاه اوروک، می‌خواست شهر خود را با فلزها و سنگهای گرانبها بیاراید، که کالاهایی بودند که تنها در شهر ثروتمند اَرته، که در پشت کوه‌ها قرار دارد، یافت می‌شدند. اینانا، که ایزدبانوی اَرته است، از انمرکار پشتیبانی می‌کند و به او توصیه می‌کند که یک پیام رسان به اَرته بفرستد و او را با بیان اینکه اینانا هوادار او است فریب دهد. انمرکار افسون نودیمود را به کار می‌بندد، که باعث می‌شود انلیل زبان همه سرزمین‌ها (از جمله شبور، خمازی، سومر، اکاد و سرزمین مارتو) را یکی کند. پادشاه اَرته خودداری می‌کند اما می‌خواهد با انمرکار وارد مسابقه شود تا ببیند اینانا هوادار چی کسی است.

## تأثیرات پسین

### در دوران باستان
در افسانه یونانی متأخر در پیوند با آلیان (حدود. ۲۰۰ م)، گفته می‌شود پادشاه بابل، ائوکورو یا سیوکوروس، پدر بزرگ گیلگمش است، که بعدها پادشاه بابل می‌شود.

### شناسایی به عنوان نمرود
دیوید رول، تاریخدان، ادعا می‌کند که بین انمرکار، سازنده اوروک و نمرود، فرمانروای کتاب مقدس ایرک (اوروک)، که بر اساس برخی افسانه‌های بیرون از کتاب مقدس، معمار برج بابل بوده‌است، شباهت‌هایی وجود دارد.